# 1952 en France
Chronologie de la France
- 1948
- 1949
- 1950
- 1951
- 1952
- 1953
- 1954
- 1955
- 1956

Cette page présente les faits marquants de l'année 1952 en France.

## Événements

### Janvier
- 1er janvier : création de la société de travaux publics Bouygues[1].
- 7 janvier : lors du vote de la loi de finances, les voix des socialistes se joignent à celles des communistes pour censurer le second gouvernement Pleven par 341 voix contre 243[2].
- 11 janvier : mort du maréchal Jean de Lattre de Tassigny. Le général Raoul Salan nommé commandant en chef de forces françaises en Indochine française par intérim le 6 janvier, est confirmé dans ses fonctions le 1er avril. Il doit prendre la décision d’évacuer Hòa Bình, ce qui est fait le 22 février[3].
- 13 janvier : le nouveau Résident général Jean de Hauteclocque arrive à Tunis à bord du croiseur Le Mercure. Celui-ci déclare « Jusqu’ici, nous avons bandé mou, maintenant il nous faut bander dur », inaugurant une politique axée sur la répression des nationalistes tunisiens[4].
- 17 janvier, Tunisie : émeutes à Bizerte à la suite de l’interdiction du congrès du Néo-Destour. Le résident général Jean de Hauteclocque fait arrêter Bourguiba et les leaders du Néo-Destour le 18[5].
- 20 janvier : investiture du premier gouvernement Faure[6] par 401 voix contre 101[7].
- 28 janvier-1er février : engagement des troupes françaises en Tunisie contre les fellaghas. Le ratissage du cap Bon, tenu par les insurgés, fait près de 200 morts[8].

### Février
- 2 février : 
  - les alpinistes français Lionel Terray et Guido Magnone gravissent pour la première fois le Fitz Roy dans les Andes de Patagonie[9].
  - le couturier Hubert de Givenchy présente sa première collection au n° 8 de la rue Alfred-de-Vigny à Paris dont la pièce maîtresse est la « Blouse Bettina »[10].

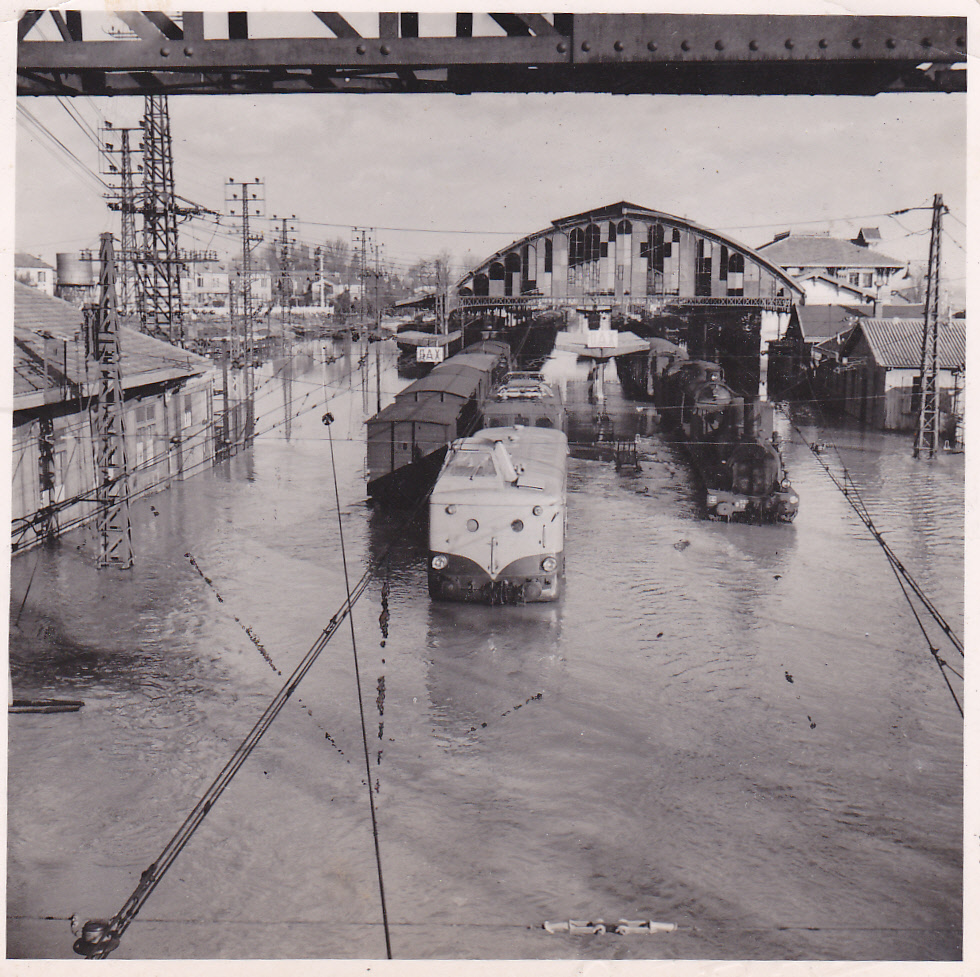
La gare de Dax inondée.

- 2-3 février : crue généralisée sur les bassins de la Garonne et de l'Adour[11].
- 12 février : présentation par le nouveau gouvernement d'un projet de budget majorant les impôts de 10 %[12].
- 14 février : massacre de la Saint-Valentin en Guadeloupe. Les CRS tirent sur des grévistes au Moule, faisant 4 morts et 14 blessés[13].
- 18 février : décret instituant la commission des comptes et des budgets économiques de la Nation[14].
- 27 février : loi qui codifie les textes législatifs concernant les services des postes[15].
- 28 février : la récession que connaissent les États-Unis, la guerre de Corée, les déficits hérités des gouvernements précédents, la course prix-salaires dégradent considérablement la balance des paiements. Le gouvernement prend des mesures restrictives sur l’économie, il suspend la libéralisation des échanges, limite les importations et demande une avance de 25 milliards de francs à la Banque de France pour faire face aux dépenses immédiates et au remboursement de la dette. Le président du conseil Edgar Faure propose un plan d'économies de 100 milliards, une réforme fiscale et l'augmentation des impôts de 15 %. Mais l'Assemblée nationale ne soutient pas ces mesures d’austérité, entraînant la chute du premier gouvernement d'Edgar Faure[12] qui déclare plus tard : « Mon gouvernement dura quarante jours, compta quarante ministres et me fit perdre quatre kilos »[16].

### Mars
- 6 mars : investiture du gouvernement Antoine Pinay avec une majorité de centre-droit de 324 voix contre 206 Celui-ci, lors de son discours d’investiture, marque sa détermination à régler les problèmes du pays, à savoir les prix, le budget, la balance des paiements et la stabilité du franc. Il annonce une baisse des dépenses publiques et le refus de toute nouvelle recette supplémentaire[17].

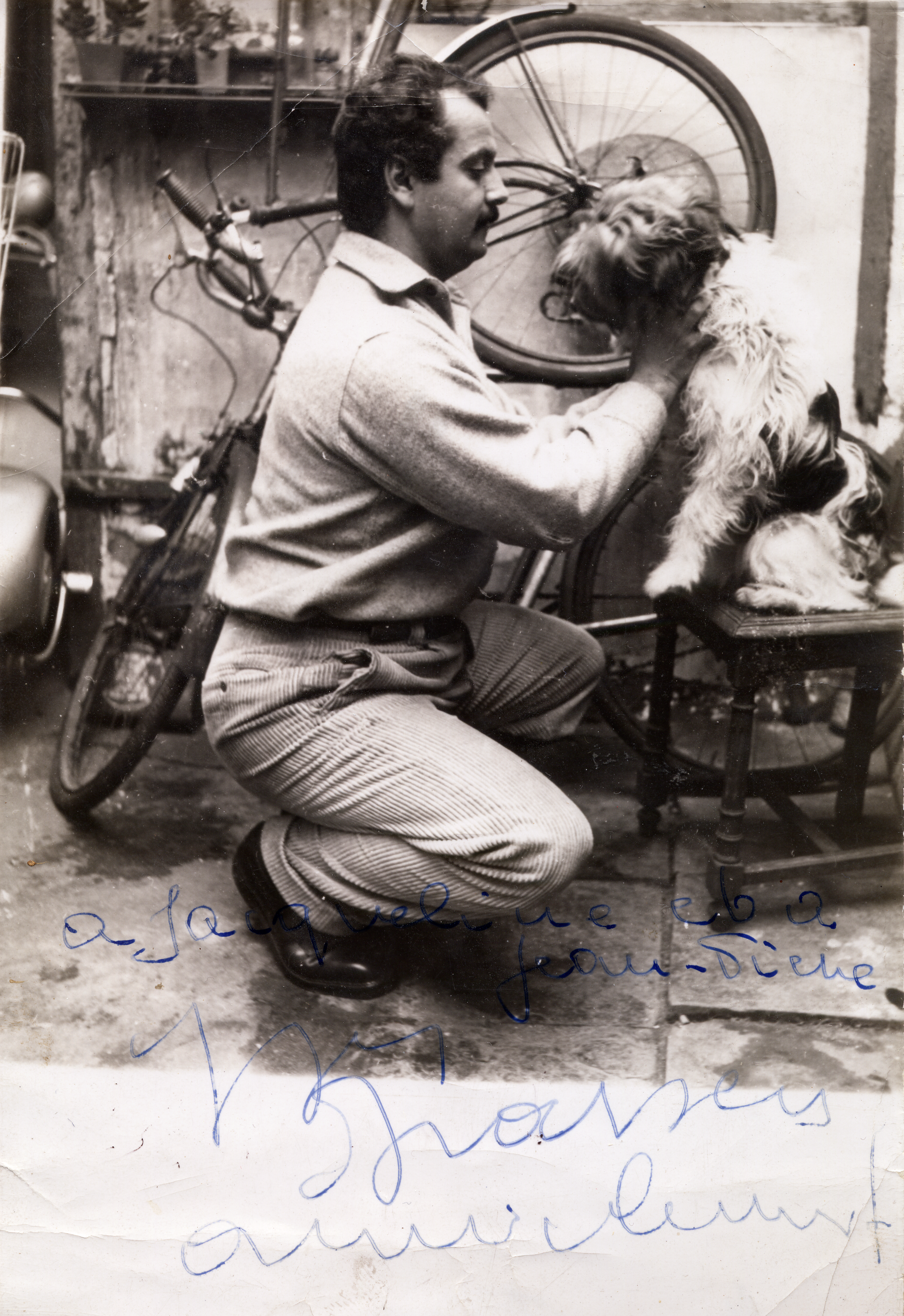
Brassens en 1952.

- 8 mars : débuts officiels du chanteur Georges Brassens au cabaret de Patachou. Il enregistre un premier album qui sort en novembre[18].
- 15 mars : mise en eau du barrage de Tignes. Le vieux Tignes, premier village de Tignes, disparait sous les eaux[19].

### Avril
- 8 avril : après des débats houleux (et dix votes de confiance), l'Assemblée nationale approuve finalement en première lecture la loi de finances par 311 voix contre 206[20] ; la loi, promulguée le 14 avril, décide une amnistie fiscale pour les fraudeurs du fisc, ce qui entraine la démission de François Bloch-Lainé de la direction générale du Trésor[12] ; 110 milliards de francs de dépenses sont annulées, 95 milliards d’investissements sont gelés en attentant les rentrées d'emprunts, 100 milliards d’impôts supplémentaires sont attendus de l’amnistie fiscale[21]. La loi introduit une baisse importante des droits de mutation à titre gratuit et une réduction de l’impôt sur le revenu (relèvements des tranches d'imposition de l'impôt) de 54 milliards de francs, compensé partiellement par une hausse de 15 milliards de certains impôts indirects et droits de timbre[12]. Des mesures fiscales sont prises pour favoriser le développement de l'appareil productif et soutenir les départements algériens. Les coupes dans les investissements publics ne compensent pas les réductions d'impôts du gouvernement Pinay et la forte croissance des dépenses militaires. Le déficit du budget de l’État atteint un abyme de 770 milliards de francs[22], soit 23 % des dépenses publiques[21].
- 10 avril : l'article 2 de la loi du 10 avril 1952, ratifiant le traité instituant la CECA, prescrivait au gouvernement français « d'engager, avant l'établissement du marché commun, des négociations avec les gouvernements intéressés, pour aboutir à une réalisation rapide de la canalisation de la Moselle entre Thionville et Coblence »[23].
- 14 avril : promulgation de la loi de finances[24]. Elle réforme les conditions d’exercice du contrôle de l'administration fiscale afin d'en améliorer l'efficience. La loi établit la polyvalence du corps d'inspecteurs sur l’ensemble du territoire et dans l’amélioration des techniques de recoupement. Ce texte augmente également fortement la répression contre les fraudeurs. Le montant des amendes est fortement majoré et de nouvelles sanctions administratives sont créées, comme l'interdiction provisoire d’exercer une activité commerciale, industrielle ou libérale.

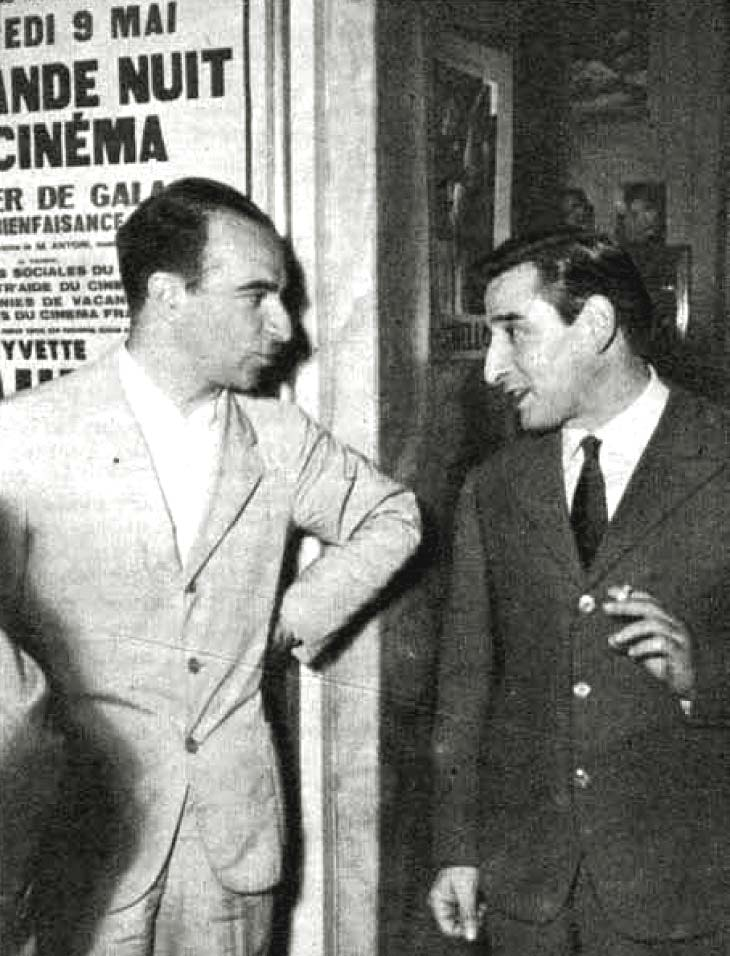
Alberto Lattuada et Renato Rascel au Festival de Cannes 1952

- 23 avril-10 mai : cinquième édition du Festival de Cannes[25].

### Mai
- 9 mai : sortie de Jeux interdits, film de René Clément[26].
- 26 mai : convention de Bonn. Accords germano-alliés entre la France, l’Allemagne, les États-Unis et le Royaume-Uni mettant fin au statut d’occupation de la République fédérale d’Allemagne (RFA), qui retrouve sa souveraineté extérieure[27]. En réaction à la Convention de Bonn, le gouvernement est-allemand ordonne le même jour le renforcement de la ligne de démarcation avec la création d’un no man’s land de 5 km de large (« Action Vermine »)[28].
- 26 mai-17 juillet : lancement de l'emprunt Pinay (1952-1958), avec une garantie sur le cours de l'or et dispensé des droits de succession et de donation. Les intérêts, à hauteur de 3,5 % par an, sont défiscalisés. Antoine Pinay, président du Conseil, lance un emprunt indexé sur l’or assorti d’une amnistie fiscale qui fait rentrer les capitaux placés à l’étranger[29]. Il rapportera 428 milliards de francs aux finances publiques dont 195 milliards en « argent frais »[21].
- 27 mai : signature du traité de Paris instituant la Communauté européenne de défense (CED), par les six pays de la Communauté européenne du charbon et de l'acier (CECA). La création d’une armée européenne intégrée, sous commandement supranational, rend possible le réarmement de la RFA sans reconstitution d’une armée autonome[27].
- 28 mai : manifestation communiste à Paris à l’occasion de l’arrivée en France du nouveau commandant en chef des forces de l’OTAN en Europe, le général Ridgway. Sept cent dix-huit personnes sont arrêtées dont le dirigeant du parti communiste Jacques Duclos (affaire des pigeons de Jacques Duclos, libéré lé 1er juillet)[30].

### Juin
- 3 juin : l'assemblée vote par 295 voix contre 253 le projet de loi du gouvernement Pinay sur l'échelle mobile des salaires. Désormais, les salaires seront indexés sur l'inflation[20].
- 4 juin : sortie à Paris du film franco-italien Le Petit Monde de don Camillo, de Julien Duvivier[31].
- 18 juin : le parlement adopte la loi n°52-835 qui accroît la centralisation du pouvoir économique et renforce les pouvoirs du contrôle du gouvernement sur les prix[32].
- 21 juin : arrêté gouvernemental sur la création d'une commission de codification des textes intéressant la comptabilité publique[33].
- 22 juin : transfert des cendres de Louis Braille au Panthéon de Paris[34].
- 30 juin : 
  - fin du plan Marshall[35].
  - décret exonérant d’impôt sur les bénéfices des plus-values les sociétés de portefeuilles, destinées à gérer, pour le compte de particuliers ou d’entreprises, des portefeuilles de valeurs mobilières. Les dividendes versées sont exonérées de l'impôt sur le revenu[36],[12].

### Juillet
- 1er juillet : inauguration d’un accélérateur de particules type Van de Graaf au centre d’étude nucléaires de Saclay par le secretaire d'État Félix Gaillard[37].
- 3 juillet : vote à l'Assemblée nationale du premier plan quinquennal de développement de l’énergie atomique (1952-1957), présenté par Félix Gaillard. Un amendement communiste visant à interdire les applications militaires est rejeté par 518 vois contre 100[38]. La loi est promulguée le 24 juillet[39].
- 8 juillet : promulgation de la loi instaurant l'échelle mobile des salaires[33].
- 10 juillet : loi créant une nouvelle allocation vieillesse destinée aux agriculteurs, gérée par un nouveau Fonds de gestion de l'allocation-vieillesse. Cette allocation sera financée par une nouvelle taxe de 0,4 % sur les importations agricoles (contrevenant à la promesse d'Antoine Pinay de ne pas créer de nouveaux impôts)[33]. Cette taxe apporte 200 millions de francs supplémentaires au budget de l’État.

- 25 juillet : loi créant l'Office français de protection des réfugiés et apatrides (OFPRA) et la Commission des recours des réfugiés (CCR)[40].

### Août
- 5 août : affaire Dominici. Assassinat des époux Drummond et de leur fille près de la ferme des Dominici[41]. Quinze mois après Clovis et Gustave Dominici dénoncent leur père Gaston pour le crime.

### Septembre
- 4 septembre : condamnation des communistes André Marty et Charles Tillon, animateur de la ligne dite de l'« ultragauche », par le Bureau Politique PCF. Le 16 septembre, le secrétariat du Parti publie dans L'Humanité un communiqué relatif aux sanctions prises contre Marty, exclu du secrétariat, et Tillon, exclu du bureau politique[42]. André Marty est exclu définitivement du parti le 24 décembre[43].
- 10 septembre : première séance de « l’Assemblée commune de la CECA » à Strasbourg[44].
- 12 septembre :
  - le gouvernement signe un décret de blocage des prix pour 6 mois[33].
  - Étienne Hirsch devient Commissaire général au Plan et succède à Jean Monnet[45].

### Octobre
- 14 octobre : à Marseille, inauguration de la cité radieuse de l'architecte Le Corbusier[41].
- 16−23 octobre : combats de Tu Lê durant la guerre d’Indochine[46].
- 19 octobre-23 décembre : Alain Bombard traverse en solitaire l'océan Atlantique de Las Palmas aux Canaries à la Barbade aux Antilles à bord d'un canot pneumatique[47].
- 21 octobre : divergence du réacteur nucléaire de recherche EL2 au centre d’étude nucléaires de Saclay[48].
- 22 octobre : La Minute de vérité (L'ora della verità), film franco-italo-autrichien de Jean Delannoy.
- 25 octobre : inauguration du barrage de Donzère-Mondragon[45].
- 29 octobre : début de l’offensive française sous le commandement du général Salan lors de l’opération Lorraine où 30 000 hommes sont engagés contre les bases de ravitaillement du Viêt-minh (fin le 14 novembre)[46].

### Novembre
- 20 novembre : un article de Jacques Despuech publié dans Le Monde révèle le trafic des piastres, commencé en 1948 durant la guerre d’Indochine[49].

### Décembre
- 2 décembre : victoire française de Na-San en Indochine[50]. Les enseignements tirés de cette défaite Việt Minh ont permis au général Giáp de gagner la bataille de Điện Biên Phủ.
- 7 décembre : quatre jeunes lettristes dissidents (Guy Debord, Gil J Wolman, Jean-Louis Brau et Serge Berna), réunis en Conférence dans un café d'Aubervilliers, fondent officiellement l'Internationale lettriste qui donnera naissance cinq ans plus tard à l'Internationale situationniste[51].
- 7 - 8 décembre : émeutes de Casablanca au Maroc à la nouvelle de l’assassinat de Farhat Hached[52]. Le résident général dissout l’Istiqlal et en arrête les chefs.
- 22 décembre : démission du président du Conseil du gouvernement Antoine Pinay[29].

## Naissances en 1952
- 9 janvier : Frank Margerin, auteur de bande-dessinée français.
- 5 février : Daniel Balavoine, auteur-compositeur-interprète. († 14 janvier 1986).
- 22 mars : Bernard Pras, artiste et plasticien.
- 16 avril : Michel Blanc, acteur et réalisateur († 3 octobre 2024).
- 22 avril : François Berléand, acteur français.
- 6 mai : Christian Clavier, acteur et réalisateur.
- 11 mai : Renaud Séchan, auteur-compositeur-interprète.
- 18 juillet : Jean-Michel Martial, acteur français spécialisé dans le doublage et frère de Jacques Martial qui fait le même boulot († 17 octobre 2019).
- 5 août : Éric Legrand, acteur français († 22 mai 2025).
- 14 septembre : Sylvain Lemarié, acteur de doublage († 19 avril 2023).
- 20 novembre : Georges Caudron, acteur de doublage († 5 décembre 2022).
- 24 novembre : Thierry Lhermitte, acteur français.
- 4 décembre : Farid Chopel, acteur et chanteur français († 20 avril 2008).

## Décès en 1952
- 18 novembre : Paul Éluard